# За гранью реальности
«За гра́нью реа́льности» — российский фильм-ограбление в рамках жанра фантастики, поставленный режиссёром Александром Богуславским.
Фильм вышел в прокат в России 1 марта 2018 года.

## Сюжет
Майкл (Милош Бикович) — талантливый игрок, который продумывает каждый свой ход и рассчитывает только на себя. Он планирует ограбление в роскошном европейском казино. Майкл блестяще использует свою схему[какую?], пока не сталкивается с таинственным соперником (Алексом) за покерным столом. Во время игры карты Майкла таинственным образом меняются в его руках. Он теряет всё, и его схема провалена.
Виктор — жестокий и опасный владелец казино — уверен, что Майкл и Алекс работают вместе. Виктор говорит, что Майкл должен погасить огромный долг — все, что выиграл Алекс — и даёт неделю, чтобы вернуть деньги.
Майкл, похоже, находится в безвыходном положении, но он собирает команду экспертов с суперспособностями, чтобы быстро выиграть в казино и погасить долг. Суперспособности членов его команды помогают Майклу пропустить долгий процесс подготовки.
Эрик — богатый ребёнок, тусовщик, у которого есть небольшая способность к телекинезу. Он использует свою силу для перемещения небольших объектов (например, шарика рулетки или костей). 

Тони — водитель такси, который может управлять электроникой, устройствами и оборудованием; например, он может повернуть камеру в нужное время. 

Кевин — гипнотизёр, аутист, который может за короткое время внушить любую мысль в голову. 

Вероника — телепат, который может слышать и передавать мысли на расстоянии. Её сила помогает Майклу общаться со своей командой, так, чтобы никакая служба безопасности не могла их подслушать.
Майкл и его «сверхъестественная» команда идут в казино, чтобы выиграть. Он оказывается против своего таинственного соперника и в конечном итоге подвергает опасности себя и свою команду.[уточнить]

## В ролях
- Милош Бикович (озвучил Николай Быстров) — Майкл
- Любовь Аксёнова — Вероника
- Антонио Бандерас (озвучил Владимир Антоник) — Гордон
- Евгений Стычкин — Тони
- Аристарх Венес — Эрик
- Юрий Чурсин — Кевин
- Сергей Астахов — Виктор
- Никита Дювбанов — Леон
- Петар Зекавица — Алекс
- Василий Шемякинский — охранник Леона
- Сергей Греков — игрок

## Прокат
Продвижение
В январе 2018 года появился первый трейлер к фильму.

## Отзывы и оценки
Фильм получил отрицательные оценки в российской прессе
Кинокритик Борис Иванов на портале Film.ru высказался про фильм: «Внешне эффектный, но сюжетно примитивный российско-итальянский триллер об аферистах со сверхспособностями». Анна Ентякова отметила актёрские способности Милоша Биковича, который был выразительнее Антонио Бандераса.
Негативно оценил фильм Павел Соломатин из InterMedia.
После выхода негативного обзора от видеоблогера Евгения Баженова на принадлежащий ему канал BadComedian был подан иск в суд со стороны компании Kinodanz с размером искового заявления в один миллион рублей за «нарушение допустимого объёма цитирования видеоряда исходного произведения».